# 哈尔·克赖斯勒
哈罗德·詹姆斯·克赖斯勒（英語：Harold James Crisler，1923年12月31日—1987年11月2日），美国橄榄球、篮球运动员。他曾在NFL和NBA联盟中效力。